# Guillaume-Pascal de Crassier
Guillaume-Pascal de Crassier (3 avril 1662, Liège - 28 novembre 1751, Liège) est un avocat, haut fonctionnaire et érudit liégeois.

## Biographie
Guillaune Pasc(h)al naît le 3 avril 1662 à Liège, dans une famille de riches notables. Il étudie le droit à l’Université de Louvain. Il fait une brillante carrière dans l'administration du prince-évêque de sa ville. En 1703, il est fait baron du Saint-Empire. Il devient fermier général des impôts dans la Principauté, ce qui lui permet d’acquérir une grande fortune et un patrimoine immobilier conséquent, dont l’Hôtel de Crassier.

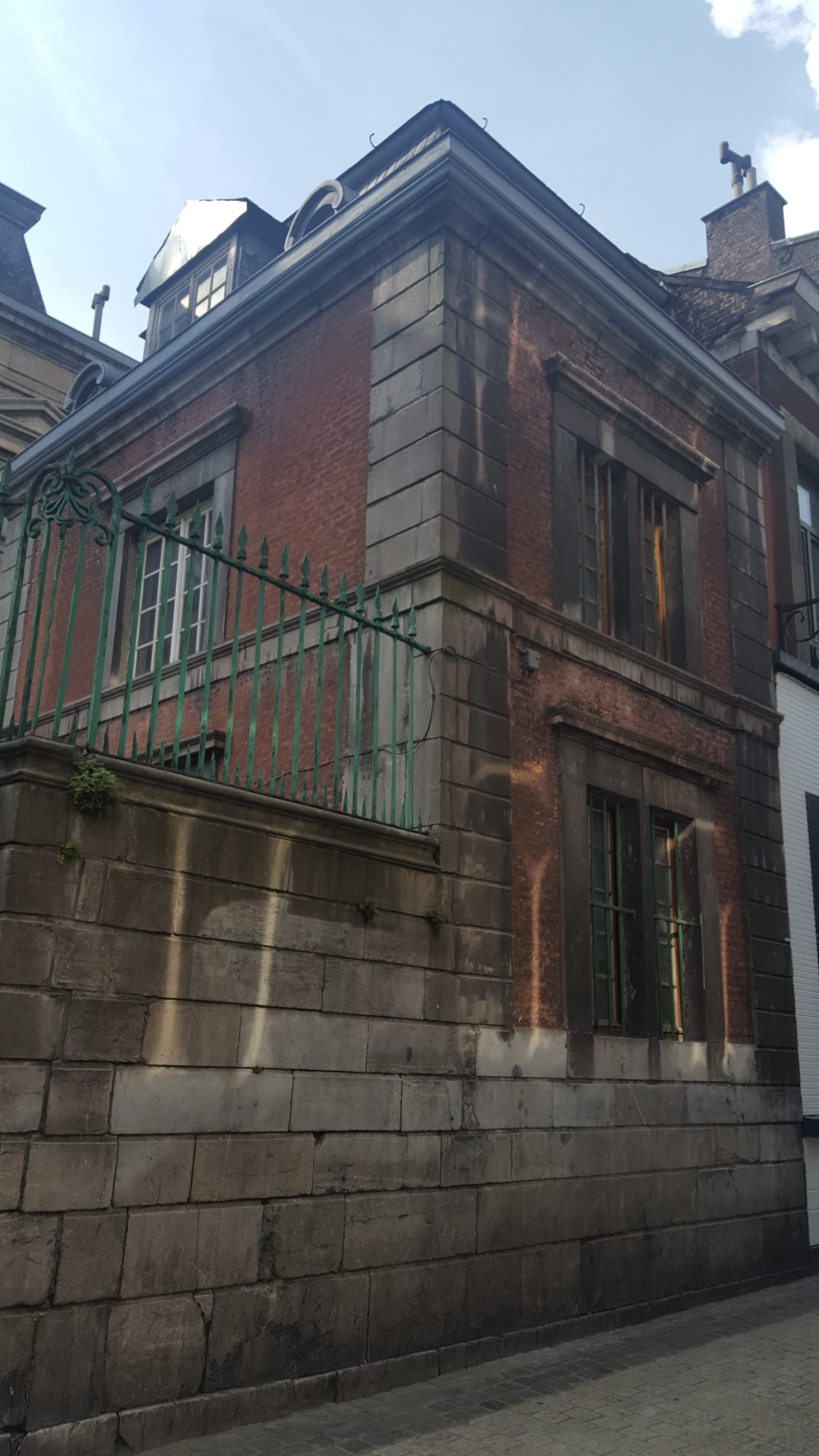
Hôtel de Crassier.

## Collectionneur
Guillaume de Crassier collectionne les antiquités (monnaies, gemmes, médailles) et les tableaux de maîtres, ainsi que des objets liés à l'histoire de sa région. Il se constitue aussi une importante bibliothèque, de 3 300 imprimés et 250 manuscrits.
Il correspond avec Bernard de Montfaucon, et plusieurs objets de sa collection sont reproduits dans les ouvrages de ce savant.